# Muy Grande Aplanada
Muy Grande Aplanada es el nombre de una variedad cultivar de manzano (Malus domestica). Esta manzana es originaria de Galicia, está cultivada en la colección de árboles frutales y banco de germoplasma de Mabegondo con el Nº 62; ejemplares procedentes de esquejes localizados en Doroña, lugar situado en la parroquia de Castañeda, del municipio de Arzúa (La Coruña).

## Sinónimos
- "Manzana Muy Grande Aplanada",[4][5]
- "Maceira Muy Grande Aplanada".

## Características
El manzano de la variedad 'Muy Grande Aplanada' tiene un vigor vigoroso. Tamaño grande y porte erguido.
Época de inicio de brotación a partir del 17 de abril y de floración a partir de 16 de mayo.
Las hojas tienen una longitud del limbo de tamaño largo, con la máxima anchura del limbo media. Longitud de las estípulas es corta y la máxima anchura de las estípulas es estrecha. Denticulación del borde del limbo es biserrado, con la forma del ápice del limbo acuminado y la forma de la base del limbo es agudo. Con subestípulas presentes.
Sus flores tienen una longitud de los pétalos larga, anchura de los pétalos es media, disposición de los pétalos libres entre sí, con una longitud del pedúnculo larga.
La variedad de manzana 'Muy Grande Aplanada' tiene un fruto de tamaño medio, de forma globoso-cónica, de color rojo, con chapa completa, e intensidad fuerte. Epidermis de textura suave, con pruina en su superficie y con presencia de cera media. Sensibilidad al "russeting" (pardeamiento áspero superficial que presentan algunas variedades) muy poco sensible. Con lenticelas de tamaño pequeño.
Los sépalos están dispuestos de forma parcialmente replegados, y superpuestos en su base; su fosa calicina muy profunda y de una anchura ancha. Pedúnculo de grosor grueso y de longitud corto, siendo la cavidad peduncular de una profundidad poco profunda y de anchura media. Con pulpa de color ligeramente rosada, cuya firmeza es intermedia y textura intermedia; su jugosidad es intermedia con sabor de acidez media-baja, y aromática.
Época de maduración y recolección es el 15 de octubre. 'Muy Grande Aplanada' es una manzana que su destino es la conservación de esta variedad en el banco de germoplasma de Mabegondo como reserva genética.

## Susceptibilidades
- Oidio: ataque débil
- Moteado: ataque débil
- Raíces aéreas: no presenta
- Momificado: no presenta
- Pulgón lanígero: no presenta
- Pulgón verde: ataque medio
- Araña roja: no presenta
- Chancro del manzano: no presenta[3]